# 서울춘천고속도로 (기업)
서울-춘천고속도로(—春川高速道路, Seoul-Chuncheon Highway)는 서울양양고속도로의 강일 나들목 ~ 춘천 분기점 (서울춘천고속도로) 구간을 건설하고 휴게소와 같은 제반 시설의 관리·운영하는 대한민국의 기업이다. 고속도로의 소유권은 대한민국 정부가 가지고 관리운영권을 30년간 보장받았다. 총연장 61.414 km 구간을 관리하고 있다.

## 역사
- 2002년 11월 8일: 회사 설립
- 2004년 3월 22일: 서울양양고속도로 강일 나들목 ~ 춘천 분기점 (서울춘천고속도로) 구간 착공
- 2009년 7월 15일: 서울양양고속도로 강일 나들목 ~ 춘천 분기점 (서울춘천고속도로) 구간 준공, 개통 및 운영 개시
- 2009년 7월 31일: 조양 나들목 추가 개통
- 2016년 11월 11일: 원톨링 시스템 도입으로 동산 요금소 폐쇄

## 같이 보기
- 서울양양고속도로
- 수익형 민자사업
- 민간투자고속도로